# Grace Min
Grace Min (* 6. Mai 1994 in Atlanta) ist eine US-amerikanische Tennisspielerin.

## Karriere
Min, die laut ITF-Profil Hart- und Sandplätze bevorzugt, begann im Alter von acht Jahren mit dem Tennissport. 2011 gewann sie die US Open bei den Juniorinnen.
Auf Turnieren des ITF Women’s Circuit gewann sie bislang zwölf Einzel- und einen Doppeltitel. Bei Grand-Slam-Turnieren stand sie insgesamt bereits neunmal im Hauptfeld, sie kam aber weder im Einzel noch im Doppel über die erste Runde hinaus.

## Turniersiege

### Einzel
| Nr. | Datum              | Turnier              | Kategorie   | Belag     | Finalgegnerin            | Ergebnis       |
| --- | ------------------ | -------------------- | ----------- | --------- | ------------------------ | -------------- |
| 1.  | 15. Januar 2012    | Innisbrook           | ITF $25.000 | Sand      | Gail Brodsky             | 2:6, 6:2, 6:4  |
| 2.  | 6. Mai 2012        | Indian Harbour Beach | ITF $50.000 | Sand      | Maria Sanchez            | 6:4, 7:64      |
| 3.  | 13. Mai 2012       | Raleigh              | ITF $25.000 | Sand      | Tamaryn Hendler          | 3:6, 6:2, 6:3  |
| 4.  | 23. März 2014      | Innisbrook           | ITF $25.000 | Sand      | Nicole Gibbs             | 7:5, 6:0       |
| 5.  | 20. April 2014     | Dothan               | ITF $50.000 | Sand      | Victoria Duval           | 6:3, 6:1       |
| 6.  | 25. Oktober 2015   | Florence             | ITF $25.000 | Hartplatz | Paula Cristina Goncalves | 6:2, 4:6, 7:62 |
| 7.  | 10. April 2016     | Jackson              | ITF $25.000 | Sand      | Paula Badosa Gibert      | 1:6, 6:2, 6:4  |
| 8.  | 17. April 2016     | Pelham               | ITF $25.000 | Hartplatz | Bernarda Pera            | 6:4, 6:4       |
| 9.  | 6. August 2017     | Lexington            | ITF $60.000 | Hartplatz | Sofia Kenin              | 6:4, 6:1       |
| 10. | 10. Juni 2018      | Bethany Beach        | ITF $25.000 | Sand      | Katerina Stewart         | 6:4, 6:2       |
| 11. | 28. Juli 2019      | Evansville           | ITF W25     | Hartplatz | Deniz Khazaniuk          | 7:67, 4:6, 7:5 |
| 12. | 27. September 2020 | Přerov               | ITF W25     | Sand      | Georgina García Pérez    | 6:3, 0:6, 7:5  |

### Doppel
| Nr. | Datum            | Turnier   | Kategorie   | Belag | Partnerin     | Finalgegnerinnen                   | Ergebnis |
| --- | ---------------- | --------- | ----------- | ----- | ------------- | ---------------------------------- | -------- |
| 1.  | 18. Oktober 2009 | Cleveland | ITF $10.000 | Sand  | Jamie Hampton | Tarakaa Bertrand Elizabeth Lumpkin | 6:1, 6:2 |

## Abschneiden bei Grand-Slam-Turnieren

### Einzel
| Turnier         | 2012 | 2013 | 2014 | 2015 | 2016 | 2017 | 2018 | 2019 | 2020 | 2021 | 2022 | Karriere |
| --------------- | ---- | ---- | ---- | ---- | ---- | ---- | ---- | ---- | ---- | ---- | ---- | -------- |
| Australian Open | —    | Q2   | Q1   | 1    | —    | —    | —    | —    | —    | Q2   | Q1   | 1        |
| French Open     | —    | 1    | 1    | Q2   | Q3   | Q1   | 1    | —    | —    | Q2   | Q2   | 1        |
| Wimbledon       | Q1   | Q3   | Q2   | Q2   | Q1   | Q1   | Q1   | —    |      | Q1   | Q1   | —        |
| US Open         | Q1   | 1    | 1    | Q1   | Q2   | Q2   | Q1   | —    | —    | Q1   | —    | 1        |

Zeichenerklärung: S = Turniersieg; F, HF, VF, AF = Einzug ins Finale / Halbfinale / Viertelfinale / Achtelfinale; 1, 2, 3 = Ausscheiden in der 1. / 2. / 3. Hauptrunde; Q1, Q2, Q3 = Ausscheiden in der 1. / 2. / 3. Qualifikationsrunde; nicht ausgetragen

### Doppel
| Turnier         | 2010 | 2011 | 2012 | 2013 | 2014 | Karriere |
| --------------- | ---- | ---- | ---- | ---- | ---- | -------- |
| Australian Open | —    | —    | —    | —    | —    | —        |
| French Open     | —    | —    | —    | —    | —    | —        |
| Wimbledon       | —    | —    | —    | —    | —    | —        |
| US Open         | 1    | —    | 1    | 1    | 1    | 1        |